# Текла, жена Михајла II
Текла (умрла око 823.) је била византијска царица, прва супруга Михаила II.

## Биографија
По Теофану Исповеднику, Текла је била ћерка стратега Анатолике непознатог имена, коме је Михаило служио. Захваљујући овим подацима Теклин отац идентификован је као Вардан Турчин. Михаило, заједно са Лавом Јерменином и Томом Словеном, били су Варданови блиски сарадници, мада су га напустили током побуне 803. године. Текла и Михаило имали су само једног познатог сина, цара Теофила (813 - 20. јануара 842). Могуће је да су имали и ћерку Јелену, али њено постојање није потврђено у више историјских извора. Она је позната само као жена Теофоба, патрикија погубљеног због побуне 842. године. 
Године 820. Лав је оптужио свог бившег заповедника Михаила за заверу. Михаило је затворен, али су његови сарадници организовали атентат на Лава у катедрали Аја Софија на Божић 820. године. Лав је ушао у катедралу ненаоружан, те није успео да се одбрани. Михаило га је наследио као цар, а Текла је постала царица. Владавина Текле као царице била је кратка. Умрла је око 823. године, те се Михаило оженио Еуфразијом, ћерком Константина VI.

### Потомство
Текла и Михаило су имали једног сина:
- Теофило (800/805-842), византијски цар (829-842).